# أرنولف هيرمان
أرنولف هيرمان (بالألمانية: Arnulf Herrmann)‏ هو ملحن وأستاذ جامعي ألماني، ولد في 12 ديسمبر 1968 في هايدلبرغ في ألمانيا.

## وصلات خارجية
- أرنولف هيرمان على موقع ميوزك برينز (الإنجليزية)
- أرنولف هيرمان على موقع ديسكوغز (الإنجليزية)